# 佩奇 (澳大利亞國會選區)
佩奇選區（英語：Division of Page），是澳大利亞新南威爾士州的下議院選區，位於該州東北部海岸鄉郊地區。面積16,143平方公里。
選區始於1984年，名字是紀念第十一任總理厄爾·佩奇。本區是工黨和澳大利亞國家黨競爭的選區。自2007年起當區議員是珍娜·薩芬。